# Суомуссалми
Су́омуссалми (фин. Suomussalmi) — община на северо-востоке Финляндии в области Кайнуу. Административный центр — Эммянсаари. Численность населения составляет 9182 человек (2010); общая площадь коммуны — 5857,94 км² из которых 587,18 км² составляет водная поверхность. Основана в 1867 году.

## История
На территории коммуны много уникальных археологических находок каменного века. Сохранилась «Цветная скала» в Хосса, с наскальными рисунками периода 2,5 — 1,5 тыс. лет до н. э. В южной части озера Киантаярви на старом острове обнаружено временное финское поселение послеледникового периода.
В 2015 году обнаружено захоронение времён крестовых походов, которое датировано 1090 годом.

## Битва при Суомуссалми
Боевые действия между советскими и финскими войсками около посёлка Суомуссалми в ходе Советско-финской войны 1939—1940 годов, длившиеся с 7 декабря 1939 года по 8 января 1940 года, получили наименование Битва при Суомуссалми. Результатом сражения стало крупное поражение Красной Армии, мало повлиявшее на исход войны, но значительно укрепившее боевой дух оборонявшихся финнов. Событиям военного времени посвящены выставка в музее «Ворота на Раате» фин. Raatteen Portti и подлинная (восстановлена в 1993—1994 годах) землянка с траншеями на линии реки Пурасйоки (фин. Purasjoki). Имеется также музей охраны (фин. Vartiomuseo).
В Суомуссалми захоронены
- Кесарь Андреев — руководитель разведывательной роты 81-го горно-стрелкового полка 163-й стрелковой дивизии 9-й армии, погибший в ходе боёв.
- Борис Левин (1899—1940) — советский писатель, киносценарист.
- Поляков Михаил — советский солдат.

В 1994 году в 800 м от дороги на Раате в сторону российской границы установлен российский мемориал погибшим солдатам в период войны 1939-40 гг. «Скорбящая Россия». Это первый военный мемориальный памятник, посвященный Зимней войне и установленный вне территории России. Скульптор Олег Комов. Памятник был освящен Патриархом всея Руси Алексием II во время его визита в Финляндию 19 сентября 1994 года.
В Кархуланваара (фин. Karhulanvaara), около Суомуссалми, находится монумент «Пламя» — памятник всем павшим в Суомуссалми.

## Туризм

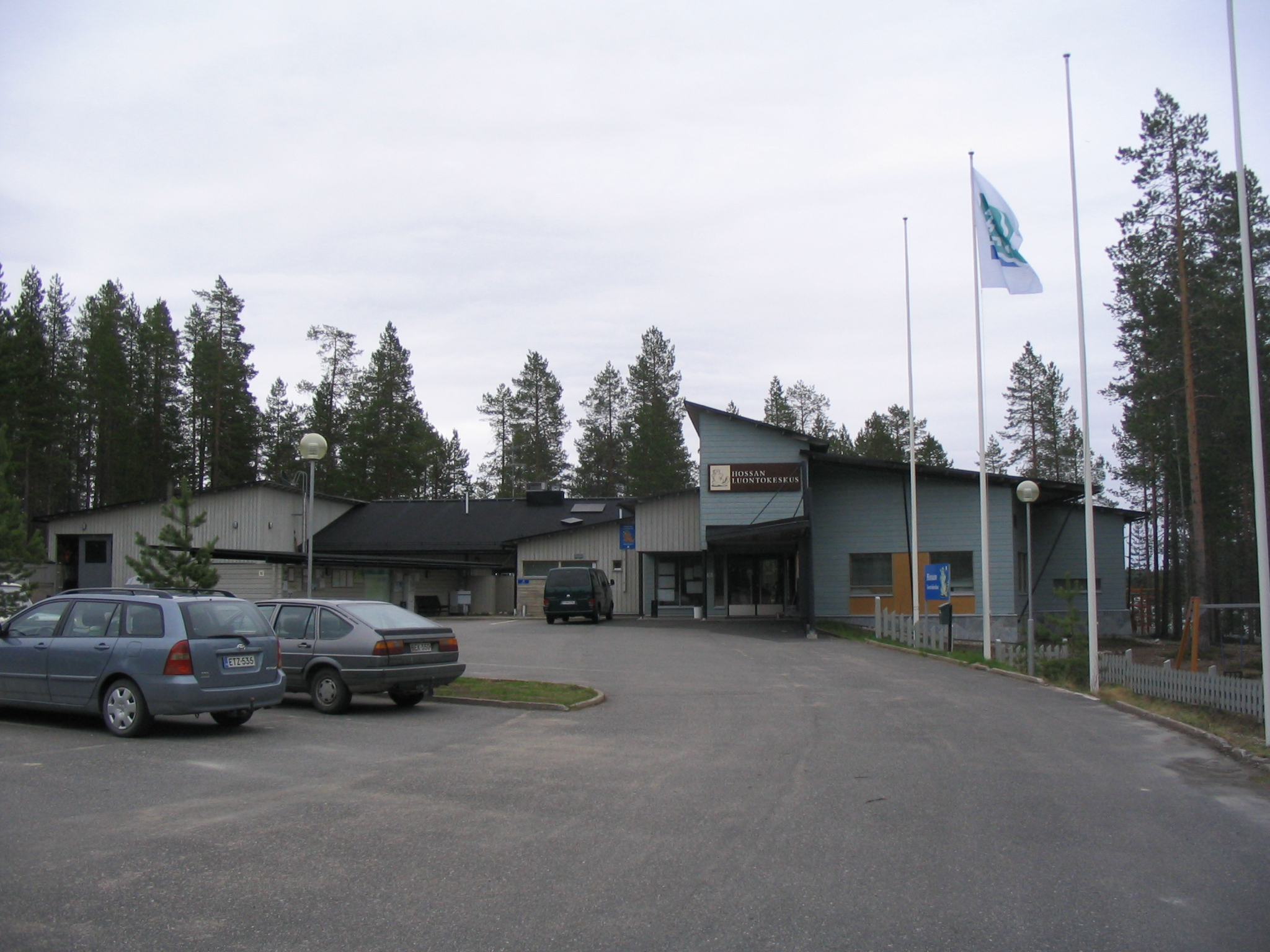
Хосса-центр

Коммуна Суомуссалми известна также благодаря природному парку Хосса (фин. Hossa) — месту для пешего туризма в богатом реками, озёрами и возвышенностями районе. В туристической зоне Хосса обозначены пешеходные тропы, устроены навесы для отдыха и маленькие избушки. Кроме того, Хосса является лучшей территорией в регионе Суомуссалми для водного туризма, рыбалки и охоты. В зимнее время специально подготовлены лыжные трассы. Предусмотрены возможности походов на мотосанях, катание на оленьих или собачьих упряжках.
В заповеднике Мартинселконен (фин. Martinselkonen) созданы условия для наблюдения и фотографирования медведей в естественной природной среде обитания.

### Достопримечательности

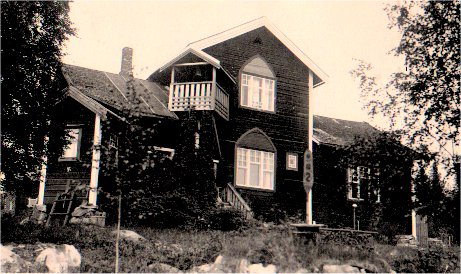
Дача Турьянлинна, где с 1912 года жил писатель Илмари Кианто. Сожжена во время битвы при Суомуссалми в декабре 1939 года

Краеведческий музей Суомуссалми расположен в Кирккониеми. В доме-музее представлена обстановка жилища и двора конца XVII века. На территории музея находится 15 зданий и размещена большая просмоленная лодка как образец ремёсел того времени. Усадьба Турьянлинна, находящаяся на северном берегу озера Киантаярви, построена известным писателем Илмари Кианто (1874—1970), там располагаются ремесленные лавочки «Oilola» и «Jalonniemi», композиция «Молчаливый народ» (Hiljainen Kansa) Рейо Кела (расположена в 30 км на север от центра Суомуссалми по трассе № 5 (Viitostietä).

## Транспорт
Аэропорты
До ближайшего аэропорта в Кайаани — 100 км (из Хельсинки в Кайаани с понедельника по пятницу самолёты летают 3 раза в день, а также по субботам и воскресеньям 2 раза в день). С утреннего и вечернего рейса самолёта в центр Суомуссалми ходят автобусы аэропорта (2 рейса/ в сутки), в другое время можно добираться автобусами через Кайаани. До аэропорта Оулу — 200 км.
Железнодорожный транспорт
Ближайшая железнодорожная станция расположена в Контиомяки. Со станции отправляются автобусы, как на юг, так и на север. С прибывающих поездов возможно пересесть на автобус, следующий в Суомуссалми (кроме утра в воскресенье).
Автомобильный транспорт
Наиболее значимые маршруты, которые проходят через регион Суомуссалми — это шоссе 5/E 63 и трасса «Via Karelia».

## Известные уроженцы коммуны
- Каарло Стольберг — финский государственный и политический деятель; 1919—1925 — первый президент Финляндии.
- Илмари Кианто — финский писатель, поэт.
- Хейкки Ковалайнен — пилот автогоночной серии Формула-1.
- Мерья Кюллёнен (р.1977) — финский государственный и политический деятель, министр транспорта Финляндии.

## Города-побратимы
- Калевала (Россия)
- Нордмалинг швед. Nordmalings kommun (Швеция)
- Новоград-Волынский (Украина)